# كيفين ج. أوكونور
كيفين ج. أوكونور (بالإنجليزية: Kevin J. O'Connor)‏ ممثل أمريكي من مواليد 15 نوفمبر 1963.

## مواقع خارجية
- كيفين ج. أوكونور على موقع IMDb (الإنجليزية)
- كيفين ج. أوكونور على موقع ألو سيني (الفرنسية)
- كيفين ج. أوكونور على موقع تيرنر كلاسيك موفيز (الإنجليزية)
- كيفين ج. أوكونور على موقع أول موفي (الإنجليزية)
- كيفين ج. أوكونور على موقع قاعدة بيانات الأفلام السويدية (السويدية)
- كيفين ج. أوكونور على موقع إن إن دي بي (الإنجليزية)
- كيفين ج. أوكونور على موقع قاعدة بيانات الفيلم (الإنجليزية)
- كيفين ج. أوكونور على موقع كينوبويسك (الروسية)